# Wilson Contreras
Wilson Enrique Contreras Trujillo (Vallenar, 5 ottobre 1967) è un ex calciatore cileno, di ruolo centrocampista.

## Carriera

### Club
Ha militato in patria nel Colo-Colo e Huachipato.

### Nazionale
Con la Nazionale cilena ha partecipato in 3 fiammiferi.